# تهوين (منطق)
التهوين (بالإنجليزية: Trivialism)‏ هي النظرية المنطقية التي تقول بأن جميع العبارات (المعروفة أيضًا باسم القضايا) صحيحة وأن جميع التناقضات في الشكل "p وليس p" (على سبيل المثال، الكرة حمراء وليست حمراء) صحيحة. وبناءً على ذلك فإن الشخص الذي يستخدم هذا المفهوم هو الشخص الذي يعتقد أن كل شيء صحيح.
في المنطق الكلاسيكي، يعتبر التهوين انتهاكًا مباشرًا لقانون عدم التناقض لأرسطو. في الفلسفة، يعتبر البعض أن التهوين هي النقيض التام للشك. قد يستخدم المنطق المتناقض "قانون عدم التهوين" للامتناع عن التهوين في الممارسات المنطقية التي تنطوي على تناقضات حقيقية.